# Апартман (хотел)
Апартман у хотелу или другим јавним смештајима као што је крузер означава, према већини дефиниција речника, повезане собе под једним бројем собе. Хотели се могу односити на апартмане као на класу смештаја са више простора него у типичној хотелској соби, али технички гледано, мора постојати више од једне просторије за стварање правог апартмана.
У луксузном смјештају, као што су хотел Хилтон, хотел Москва, хотел Метропол Палас, Хајат Риџенси, кључне карактеристике могу да укључују више соба. Многа независних угоститељских јединица имају један или више апартмана за медени месец. Најлуксузнији смештај у хотелу се често назива „председнички апартман” или „краљевски апартман”.
Смештаји у средњој класи, као што су Краун Плаза, Фалкенштајнер, може означавати апартмане као једну собу с више простора и намештаја од стандардне хотелске собе, тако да се технички не би сматрали апартманима. Поред једног или више кревета и спаваћих соба, такви апартмани укључују дневни боравак или простор за седење, често опремљен каучем на развлачење. Трпезарија, канцеларијски и кухињски садржаји су такође додани у многим од ових апартмана.

## Апартмани за младенце и медени месец
Као облик маркетинга, хотелијери повремено нуде премиум собе са специјализованим садржајима намењеним паровима или младенцима.
Присуство специјалних „медених апартмана” или „романтичних апартмана” који се продају паровима, младенцима или „другим младенцима” је широко распрострањено, појављујући се не само у хотелском / мотелском или туристичком смештају, већ и на бродовима за крстарење.